# غوستافو ألفاريز مارتينيز
غوستافو ألفاريز مارتينيز (بالإسبانية: Gustavo Álvarez Martínez)‏ هو سياسي هندوراسي، ولد في 1938 في تيغوسيغالبا في هندوراس، وتوفي في تيغوسيغالبا في 25 يناير 1989.